# Gustavo Serena
Gustavo Serena (Napoli, 5 ottobre 1882 – Roma, 16 aprile 1970) è stato un attore e regista italiano.

## Biografia
Di estrazione aristocratica, iniziò a teatro nel 1899 quando esordì al Teatro Manzoni di Roma. Militò come «amoroso» in compagnie teatrali di una certa importanza, come quelle di Giovanni Emanuel e Ferruccio Garavaglia, fino al 1911 quando venne scritturato dalla casa cinematografica Film d'Arte Italiana.
Nel 1912 si cimentò completamente nel cinema (esperienza che iniziò nel 1909 ma come «comparsa»), ed interpretò il suo primo ruolo da protagonista in Romeo e Giulietta, mentre l'anno dopo fu la volta di Quo Vadis?. Fu anche alla Cines e nel 1914 passò alla Pasquali Film di Torino.
Nel 1915 fu ingaggiato dalla Caesar Film come «primo attore» e direttore artistico. Nella casa romana fu interprete e regista di molte pellicole, su tutte l'Assunta Spina, interpretato accanto alla diva Francesca Bertini, con la quale di fatto condivise la direzione. Serena lavorò assieme anche ad altre importanti interpreti femminili del muto, come Olga Benetti, Leda Gys, Tilde Kassay e Anna Fougez.
Altre sue importanti interpretazioni furono quelle in La signora dalle camelie (1915), Fedora (1916), Il processo Clémenceau (1917), Tosca (1918) e Dora o le spie (1919).
Dopo gli anni venti, a causa della crisi produttiva del cinema italiano, l'attività cinematografica di Serena fu più limitata. Girò anche due film all'estero, in Germania dal titolo Sterbende Völker - 2. Brennendes Meer e Sterbende Völker - 1. Heimat in Not, entrambi del 1922 e diretti da Robert Reinert, ed un film di produzione americana dal titolo The White Sister del 1923 diretto da Henry King.
Tornò alla regia con il film Zappatore del 1929, ma il suo ultimo film da regista (ed unico nel periodo sonoro) fu Zaganella e il cavaliere del 1932, che ebbe però scarso rilievo. Negli anni seguenti sempre meno furono le sue apparizioni sul grande schermo, e trovò occasionalmente qualche lavoro come direttore di produzione.
Ritiratosi a vita privata dopo il 1939, nei primi anni quaranta aprì un'attività commerciale, gestendo una latteria. Tornò al cinema nel 1949 e da allora prese parte a diversi film ma in ruoli marginali, come comparsa o «caratterista», come ne I soliti ignoti (1958) e Don Camillo monsignore... ma non troppo (1961), dove però risulta non accreditato. 
Morì a Roma il 16 aprile 1970; riposa nel cimitero Flaminio.

## Filmografia parziale

### Attore
- La contessa di Challant e Don Pedro di Cordova, regia di Gerolamo Lo Savio (1911)
- Beatrice d'Este, regia di Ugo Falena (1912)
- Il segreto dell'inventore, regia di Enrico Guazzoni (1912)
- Pro patria mori, regia di Enrico Guazzoni (1912)
- Romeo e Giulietta, regia di Ugo Falena (1912)
- Quo vadis?, regia di Enrico Guazzoni (1913)
- Gli abitatori delle fogne, regia di Umberto Paradisi (1914)
- Il ponte del diavolo, regia di Umberto Paradisi (1914)
- Il posto vuoto, regia di Giuseppe Giusti (1914)
- L'esplosione del forte B.2, regia di Umberto Paradisi (1914)
- La confessione, regia di Umberto Paradisi (1914)
- L'ultima danza, regia di Umberto Paradisi (1914)
- Le primule insanguinate, regia di Giuseppe Giusti (1914)
- Ettore Fieramosca, regia di Domenico Gaido e Umberto Paradisi (1915)
- La perla del cinema, regia di Giuseppe De Liguoro (1916)
- Il processo Clémenceau, regia di Alfredo De Antoni (1917)
- Aquile romane, regia di Giuseppe De Liguoro (1918)
- I nostri buoni villici, regia di Camillo De Riso (1918)
- Mariute, regia di Eduardo Bencivenga (1918)
- Niniche, regia di Camillo De Riso (1918)
- Tosca, regia di Alfredo De Antoni (1918)
- Dora o le spie, regia di Roberto Roberti (1919)
- La corsa al trono, regia di Roberto Roberti (1919)
- La paura di amare, regia di Roberto Roberti (1920)
- La moglie di sua eccellenza, regia di Edoardo Bencivenga (1921)
- Rondini nel turbine, regia di Ettore Piergiovanni (1921)
- Passioni, regia di Alfredo De Antoni (1922)
- The White Sister, regia di Henry King (1923)
- Il grido dell'aquila, regia di Mario Volpe (1923)
- Il pane altrui, regia di Telemaco Ruggeri (1924)
- La via del peccato, regia di Amleto Palermi (1924)
- Fra Diavolo, regia di Roberto Roberti (1925)
- Le mani sugli occhi, regia di Gian Orlando Vassallo (1929)
- Il solitario della montagna, regia di Wladimiro De Liguoro (1931)
- Re burlone, regia di Enrico Guazzoni (1935)
- Re di denari, regia di Enrico Guazzoni (1936)
- Giuseppe Verdi, regia di Carmine Gallone (1938)
- Finisce sempre così, regia di Enrique Susini (1939)
- Le educande di Saint-Cyr, regia di Gennaro Righelli (1939)
- La voce senza volto, regia di Gennaro Righelli (1939)
- Naufraghi, regia di Silvio Laurenti Rosa (1939)
- Se quell'idiota ci pensasse..., regia di Nino Giannini (1939)
- La città dolente, regia di Mario Bonnard (1949)
- La figlia del mendicante, regia di Carlo Campogalliani (1950)
- 47 morto che parla, regia di Carlo Ludovico Bragaglia (1950)
- La grande rinuncia, regia di Aldo Vergano (1951)
- Quattro rose rosse, regia di Nunzio Malasomma (1951)
- Altri tempi - Zibaldone n. 1, epis. L'idillio, regia di Alessandro Blasetti (1952)
- Gelosia, regia di Pietro Germi (1953)
- Peppino e la vecchia signora, regia di Piero Ballerini (1954)
- Il matrimonio, regia di Antonio Petrucci (1954)
- Il vetturale del Moncenisio, regia di Guido Brignone (1954)
- Don Camillo e l'onorevole Peppone, regia di Carmine Gallone (1955)
- I soliti ignoti, regia di Mario Monicelli (1958)
- Il mondo dei miracoli, regia di Luigi Capuano (1959)
- Uomini e nobiluomini, regia di Giorgio Bianchi (1959)
- Don Camillo monsignore... ma non troppo, regia di Carmine Gallone (1961)
- Gli attendenti, regia di Giorgio Bianchi (1961)

### Regista e attore
- A San Francisco (1915)
- Amore di ladro (1915)
- Assunta Spina (1915)
- Diana, l'affascinatrice (1915)
- Il capestro degli Asburgo (1915)
- Il mistero di quella notte (1915)
- Ivonne, la bella danzatrice (1915)
- La signora delle camelie (1915)
- Otto milioni di dollari (1915)
- Fedora (1916)
- La cieca di Sorrento (1916)
- Fernanda (1917)
- Parigi misteriosa (1917)
- Avarizia (1918), episodio de I sette peccati capitali
- L'immagine dell'altra (1919)
- L'ultima recita di Anna Parnell (1919)
- La vita e la leggenda (1919)
- L'albergo nero (1920)
- Diana Sorel (1921)
- Fiore selvaggio (1921)
- Senza colpa (1921)
- Il fallo dell'istitutrice (1922)
- Zappatore (1929)
- Quann'ammore vò filà (1929)

### Regista
- Il destino (1916)
- Andreina (1917)
- Zaganella e il cavaliere (1932)

### Direttore di produzione
- Miliardi, che follia! di Guido Brignone (1942)